# 矢作和人
矢作 和人（やはぎ かずと、1933年6月3日 - 2024年3月30日）は、大井競馬場所属の元騎手・元調教師。
中央競馬の矢作芳人調教師は実子、タレントの矢作麗とその弟でタレントの矢作克人は実孫。大井競馬の荒井隆調教師は甥。

## 来歴
1963年に調教師免許を取得し、厩舎を開業する。
2000年6月に全国公営競馬調教師会連合会会長就任、以後2009年3月まで会長を務めた。
2005年6月27日、妻タキが死去。
多年にわたり地方競馬の向上発展に貢献したとの事由で、2006年12月20日文部科学大臣スポーツ功労者顕彰を受けた。翌2007年2月8日NARグランプリ特別賞受賞。
2009年5月31日付けで調教師引退。通算成績7075戦751勝, 2着737回, 3着747回（1973年以降分）。
2024年3月30日朝に死去。90歳没。訃報は同日に開催されたUAEダービーにおいて芳人の管理するフォーエバーヤングが勝利した後、勝利陣営インタビューにおいて芳人が明らかにした。

## 主な管理馬
- トヨカメオー（1967年東京オリンピック記念）
- アイアンボーイ（1976年東京オリンピック記念）
- サブノトウショウ（1993年青雲賞）
- イチコウキャプテン（1999年青雲賞）
- イチコウタマユキ（1999年スーパーチャンピオンシップ）
- シルクビート（2003年ハイセイコー記念）
- トウケイファイヤー（2004年ハイセイコー記念）
- メイショウアーム（2001年ジャパンダートダービー2着）
- ダイワミズリー（2002年羽田盃2着）
- ダイワノーザン（ダイヤモンドレディー賞）
- トゥインクルバード